# Sadie Frost
Sadie Frost (nacida el 19 de junio de 1965) es una actriz británica, que codirige la marca de moda Frost-French.

## Biografía
Sadie Liza Vaughan nació en Londres. Sus padres son el artista psicodélico David Vaughan, quien trabajó para The Beatles, y su entonces joven musa de 16 años de edad, la actriz Mary Davidson.

## Vida privada
Con 16 años, bailando en un video musical, conoció a Gary Kemp, de la banda de pop inglesa de los años 80 Spandau Ballet. Se casaron el 7 de mayo de 1988 y su hijo, Finlay Munro, nació el 20 de septiembre de 1990. Frost y Kemp se divorciaron el 19 de agosto de 1995.
Sadie conoció a Jude Law durante el rodaje de la película Shopping. Se casaron el 2 de septiembre de 1997 y tuvieron tres hijos: Rafferty (nacido el 6 de octubre de 1996), Iris (nacida el 25 de octubre de 2000) y Rudy Indiana Otis (nacido el 10 de septiembre de 2002). Frost y Law se divorciaron el 29 de octubre de 2003.

## Filmografía parcial
- Empire State (1987)
- Diamond Skulls (1989)
- The Krays (1990)
- Paper Marriage (1992)
- Drácula, de Bram Stoker (1992)
- Splitting Heirs (1993)
- Magic Hunter (1994)
- Shopping (1994)
- A Pyromaniac's Love Story (1995)
- Crimetime (1996)
- Bent (1997)
- Flypaper (1998)
- An Ideal Husband (1998)
- Final Cut (1998)
- Presence of Mind (1999)
- Captain Jack (1999)
- Love, Honour and Obey (2000)
- Rancid Aluminium (2000)
- Soul Patrol (2000)
- Rebelión en Polonia - Sublevación en el gueto  (2001)
- The Heavy (2008)
- Shoot on Sight (2008)
- Beyond the Rave (2008)